# Union Omaha
Union Omaha é um time americano de futebol profissional com sede em Omaha, Nebraska . Fundada em 2019, a equipe planeja estrear na USL League One em 2020.  

## História
Jay Mims, o ex-treinador da Universidade de Nebraska Omaha, foi anunciado como o treinador inaugural da equipe.   Além disso, Matthew Homonoff também foi anunciado como diretor operacional da organização.   Homonoff foi anteriormente o gerente geral da equipe da USL League Two, o Des Moines Menace .  Durante seu período no Menace, o time teve cinco aparições consecutivas nos playoffs.  
O nome e o escudo da equipe foram desenvolvidos através do envolvimento dos fãs e refletem os interesses da região da grande Omaha.  Para isso, a equipe organizou prefeituras, oficinas, entrevistas e pesquisas on-line para coletar informações e torná-las bem-sucedidas na região.   Em uma tentativa de permanecer fiel às raízes do estado e da cidade, a equipe anunciou em 4 de outubro de 2019 que seu nome seria Union Omaha Soccer Club, em um aceno para a Union Pacific Railroad, com o corujão-orelhudo, uma espécie de coruja nativa de Nebraska, sendo o principal ponto focal da crista do clube. 

## Estádio

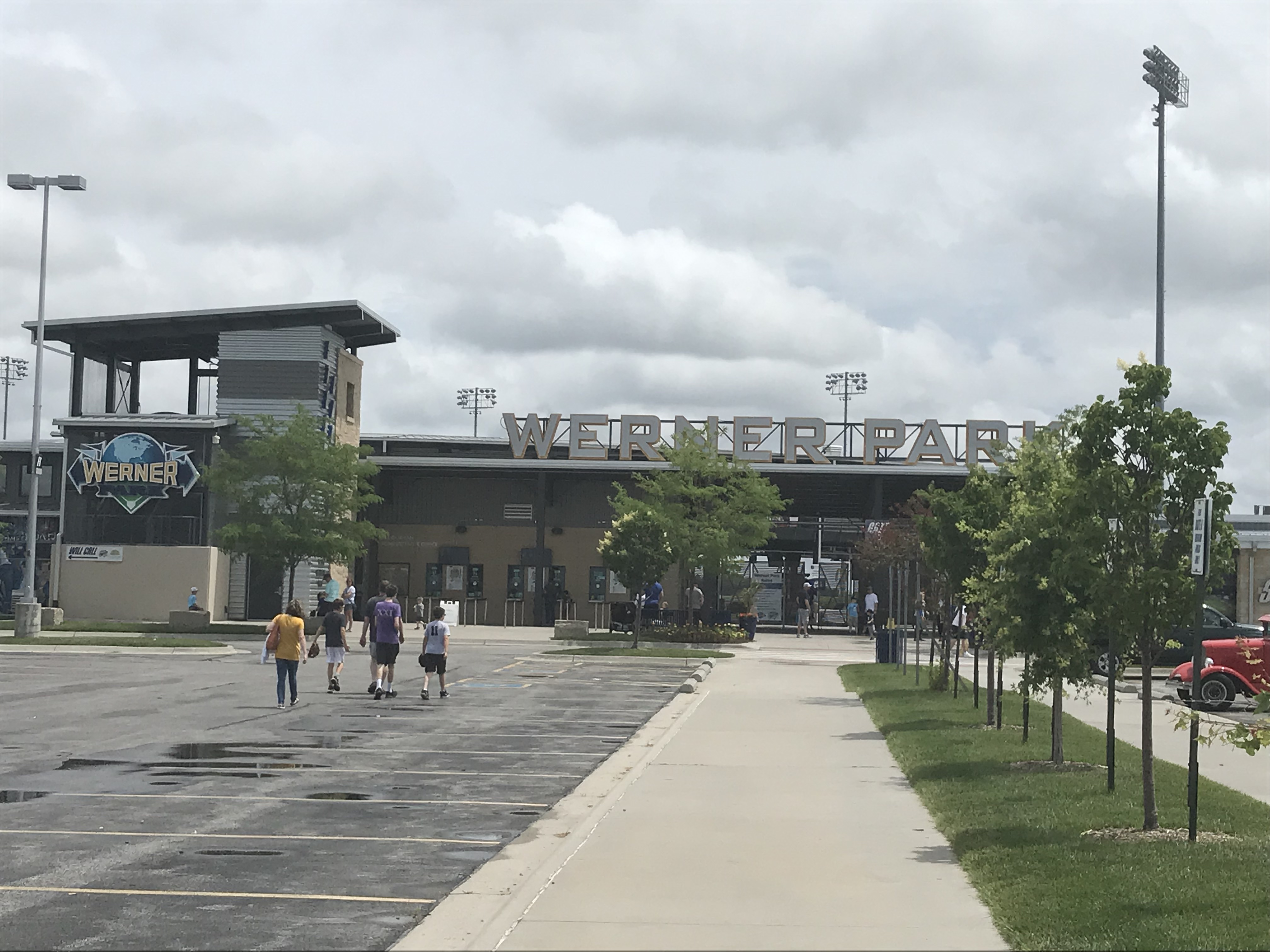
Entrada do Werner Park

A equipe jogará no Werner Park, um estádio de beisebol da liga menor perto de Papillion, Nebraska, um subúrbio a sudoeste de Omaha .   O estádio foi inaugurado há 14 anos em 2011, pertence ao condado de Sarpy e será compartilhado com os Omaha Storm Chasers (anteriormente Royals) da Pacific Coast League . O estádio custou US $ 36 milhões para ser construído e está localizado próximo à 126th Street e Highway 370, a menos de 3 milhas (5 km)  oeste de Papillion, no Condado de Sarpy, não registado.  Para acomodar o time de futebol, o Werner Park receberá vestiários, aprimoramentos de campo e escritórios adicionais para acomodar a equipe de futebol. A construção começará em 2019.

## Estatísticas

### Participações
|  | Participações em 2020 |

| Competição     | Competição               | Temporadas | Melhor campanha  | Estreia | Última | P | R |
| Estados Unidos | Lamar Hunt U.S. Open Cup | 1          | Estreante (2020) | 2020    | 2020   |   | – |